# Hålogaland
Hålogaland var navnet på området nord for Trøndelag frem til middelalderen. I tiden før indførelsen af kristendommen i Norge var Hålogaland et selvstændigt småkongedømme i de nuværende fylker Nordland og Troms, nord for Namdalen i Nord-Trøndelag og syd for Lyngen i Troms. Det svarer til området med norrøne bosættelser i Nord-Norge. Området nord og øst for Hålogaland var Finnmark, hvor samerne boede.

## Geografisk område
Før Olav Trygvasson overfaldt Vågar i 999, menes Hålogaland at have mere eller mindre strakt sig fra Namdalen i syd til Hvidehavet (norrønt Gandvik) i nord. Mod øst omfattede området store dele af Lapland i Sverige, det nordlige Finland og det nordvestlige Rusland. Men meget tyder på, at de store områder inde i landet og nord for Malangen var norsk skatland og ikke en ligestillet del af Hålogaland.
Senere menes Hålogalands sydlige grænse at have været ved Kunna i Meløy. Nordgrænsen mod Finnmark (norrønt Finnmork – "samernes land") flyttede sig stadig længere nordover, som tiden gik. Efter slaget ved Stiklestad i 1030 gik grænsen mod nord og øst ved Trondenes. I 1100-tallet var der fire hovedfylker i Hålogaland: Helgeland, Salten, Lofoten/Vesterålen og Trondenes. Omkring 1250 gik nordgrænsen ved Tromsø, og senere, i Håkon Håkonssons regeringstid (1217-1263), blev den flyttet til Kvænangen. I 1307 var Vardø blevet grænseposten.
I nyere tid er Hålogaland defineret som det nutidige Nordland, Troms og Finnmark inklusive Svalbard og Jan Mayen. Det viser sig blandt andet ved, at bispedømmerne i nord kaldes Nord-Hålogaland (Finnmark og Troms) og Sør-Hålogaland (Nordland). Hålogaland lagmannsrett dækker de tre nordligste fylker.
De seneste år er det sydlige Troms, Ofoten, Vesterålen og til dels Lofoten begyndt at regne sig som sin egen region, hvor navnet Hålogaland fejlagtigt benyttes.
Den korrekte benævnelse er Midtre-Hålogaland (Midt-Hålogaland), som også er navnet på politidistriktet i regionen.

## Lang historie
Nord-Norge blev tidligt bosat. De ældste spor af mennesker i Norge er fundet i Finnmark, og de ældste spor af huse i Norge er fundet på Træna i Nordland.
Hålogaland er beskrevet før Norge af historieskriverne. Området var gennem handelsforbindelse kendt af grækerne så tidligt som 800-900 fvt. Digteren Homer skriver om landet, der har så lang en dag, at hyrden, der driver kvæget ind om aftenen, kan råbe til hyrden, der driver det ud om morgenen. Historieskriveren Herodot (484-ca. 425 fvt.) skriver, at han har hørt om et folk, der sover i seks af årets måneder (den lange vinternat). Astronomen og geografen Pytheas fra Massalia foretog omkring 330 fvt., på Alexander den Stores tid, en rejse fra Marseille til Nordeuropa. Han endte på øen Thule, hvor solen ikke gik ned ved midsommertid, og himmel og hav blev blandet sammen til et isælte.
Historieskriverne i Romerriget nævner landet i år 100, blandt andet omtaler de "Dumna", der kan være øen Dønna i Helgeland.
Omkring år 550 nævnes håløgerne af Jordanes i goterfolkets saga. Han fortæller om en stamme, der kaldes Adogit, som bor i den nordlige del af Skandinavien. Mange mener, han refererer til folket på Andøya. Den græske historieskriver Prokopios skriver i år 550 om nordboernes liv og skikke. Han skriver, at solen ikke går ned i fyrre dage om sommeren, og at den forsvinder helt i fyrre dage om vinteren. Når tiden for solens tilbagekomst nærmer sig, samler folket sig og fester.
I Egils saga fra 12-tallet hedder det at Finnmark, samernes land favner om næsten hele indlandet lige så langt sydover som Hålogaland strækker sig på sydsiden. "Finn" var betegnelsen nordmændene brugte om samerne.
Skriftlige kilder viser at hele Finnmark, dele af Troms og indlandet i Sør-Troms og Nordland fylker var samiske. Dette bekræftes også af arkæologiske fund. I grænsezonerne fandtes der en blandet bosætning. Den norske bosætning strakte sig i højmiddelalderen ind i fjordene. Fund af gammetufter og offersteder sandsynliggør også en samisk befolkning på sør-Troms kyst i middelalderen.

## Magtcenter i nord
I landsbyen Borg på Vestvågøy i Lofoten har arkæologer afdækket den største vikingebygning, der nogen sinde er fundet – et høvdingesæde, der blev etableret allerede omkring år 500 med sensationelle fund af genstande, som knytter Lofoten til Middelhavet, Frankrig, England og Tyskland. Det vidner om et magtcentrum. Selve den store høvdinggård er 83 meter lang og 9 meter høj. "Lofoten og Nord-Norge var en integreret del af den fælles europæiske kultur i vikingtiden".. Høvdingesædet i Borg blev forladt omkring år 950, og den sidste høvding var sandsynligvis Olaf Tvennumbruni, der etablerede sig igen i Island.
Foruden Borg nævner Snorri Sturlusons sagaer høvdingsæderne Tjøtta, Bjarkøy, Salten, Steigen, Vågan, Andenes og Trondarnes. Man antager, at indbyggerne fra Helgeland til Malangen slog sig sammen som håløgafolket allerede før år 500.
Først da jernet og agerbruget ekspanderede, synes Hålogaland at blive for lille, og en udflytning fandt sted. Nogle drog mod syd til de rige agre i Trøndelag, mens andre i stor stil udvandrede til Island, sådan som høvdingen i Borg gjorde. Nogle mener, at udvandringen til Island var forårsaget af ladejarlernes hårde styring af Hålogaland efter Håkon Grjotgardssons død.
Samtidig med at Harald Hårfager (ca. 850-933) samlede Norge i syd, havde høvdingen Håkon Grjotgardsson (død ca. 917) fra Andøya magten i nord fra Nord-Møre til Troms. Man ved ikke med sikkerhed, om Harald og Håkon samarbejdede om at erobre Trøndelag, eller om Håkon blev Haralds jarl. Men Håkon bosatte sig ved Nidelvas udløb og tog titlen "Ladejarl". Forbundet mellem kongen og jarlen blev yderligere forstærket, da Harald giftede sig med Håkons datter, Åsa Håkonsdatter. I over 200 år stod jarlslægten kongemagten nær.
Harald Hårfagers søn, Erik Blodøkse (ca. 895-954), fik blandt andet Hålogaland i len fra sin far, men hans kongemagt varede kun i to år, før han måtte afgive landet til sin bror, Håkon den Gode. I Håkons regeringstid havde Håkon Grjotgardssons søn, Sigurd Håkonsson, en indflydelsesrig position som kongens ven og rådgiver.

## Handel og skat
Det var havet, som dannede grundlag for Hålogalands økonomiske position gennem århundrederne. Torske- og sildefiskeri, fangst af sæler, hvaler og søfugle, og sankning af æg og dun gjorde håløgerne til et rigt og mægtigt folk. Handel med skind og hvalrostænder var også en vigtig indtægtskilde. Der var mange markedspladser i Hålogaland; de mest kendte er Torgar i Helgeland, Sandtorg i Tjeldsund, Vågan i Lofoten, Bjarkøy og Hillesøy i Troms. Håløgernes handelsruter fulgte ikke kun søvejen langs kysten, de havde også ruter til Bottenviken, Østersøen og Østeuropa.
I slutningen af 800-tallet berettede høvdingen Ottar om den veletablerede finneskat, der var vigtig i hålogalandshøvdingenes økonomi. Skatten, som finnerne (de nuværende samer) betalte, var reguleret i detaljer, hvilket tyder på, at de enkelte høvdinge må have haft en aftale, selv om de var selvstændige stormænd. Grænsen mellem Ottars rige og Bjarkøyriget har sandsynligvis været ved Malangen, der formentlig også har været fastlagt gennem en politisk vedtagelse.
Jarlslægten i Hålogaland opstod i folkevandringstiden, med Andøya som hovedsæde. Mange af dem flyttede senere til Lade i Trøndelag. Det er muligt, at jarlslægten på den tid havde hånd om finneskatten. I begyndelsen samarbejdede de med Hårfager-slægten, men efterhånden opstod der rivalisering, og jarlerne slog sig sammen med den danske konge. De tabte til den norske kongemagt, hvilket førte til, at Olav den Hellige kunne få monopol på finneskatten og handelen med Nord-Norge og Kvitsjøen.
Om denne handel og finneskattens vigtighed skrev Ottar om i 800-tallet, og man forstår det også ud fra kongens behov for at besøge Nord-Norge og Kvitsjøen. Erik Blodøkse, Harald Gråfeld og Harald Hårderåde foretog alle sådanne rejser. Olav den Hellige finansierede også en sådan rejse med Tore Hund fra Bjarkøy som leder.
Efter slaget ved Stiklestad tabte mange af høvdingerne og jarlerne gods til kongen. Bjarkøy-slægten kom imidlertid godt ud af det, selv efter Tore Hund havde været med til at tage livet af kong Olav i Stiklestad.
Der kom en ny ledingsordning efter rigssamlingen, der sandsynligvis gik så langt nord som til Finnmark. I 1100-tallet var Hålogaland i princippet ophørt med at eksistere som fristat, og Nord-Norge var blevet en landsdel i Norge.

## Legendernes land
I år 985 opremsede Eyvind Skaldaspillir forfædrene til Håkon Ladejarl i 27 generationer i Háleygjatal ("optælling af håløgenere"). Skjaldens nutid mødes med fortidens legender, og han fører slægten helt tilbage til Sæmingr, den søn, Odin fik med Skade, skigudinden.
Også i Snorri Sturluson første saga, Ynglingesaga, optræder legendariske småkonger fra nord. Sagaen fortæller om to kongesønner fra Svitjod, som har hærget i Danmark, "da mødte de Gudlaug håløgkonge, og kom i strid med ham," skriver Snorri, "og det endte med at Gudlaugs skib blev ryddet og han sjæl taget til fange; de satte ham i land på Straumøynes (ukendt sted), og der hængte de ham..."
Senere er den ene af brødrene, Jørund, igen i Danmark med hæren på hærgningstogt. Ved Limfjorden møder han Gylaug håløgkonge, som kom med en stor hær. Han var søn af den Gudlaug, der blev forsmædeligt hængt. Han gik straks i kamp med Jørund, der måtte bøje sig for overmagten, og hans skib blev ryddet. "Han løb ud i havet, men blev fanget og ført op på land," skriver Snorri. "Kong Gylaug lod så rejse en galge, ledte Jørund til den og lod ham hænge."
En tredje håløg er også nævnt, men i stedet for at være endnu en øje for øje-fortælling, er det et sagn med humoristiske træk: En hesteglad kong Adils fra Svitjod sendte en hest ved navn Ravn (Hrafn) til kong Godgjest i Hålogaland. "Godgjest red den, men han kunne ikke få den til at standse; så faldt han af hesten og døde, det var i Omd (dvs. Andøya) i Hålogaland," skriver Snorri.

## Ottar fra Hålogaland
Søfareren og handelsmanden Ottar, er måske den bedst kendte historiske repræsentant fra Hålogaland. Han sejlede fra Hålogaland til England omkring år 890, hvor den engelske kong Alfred den Store fik nedskrevet Ottars beretning om Hålogaland og om en færd langs kysten til Kvitsjøen. Beretningen blev tilføjet kong Alfreds oversættelse af Orosius' verdenshistorie.
Det er usikkert, hvor i Nord-Norge Ottar boede. Selv siger han, at "jeg bor længst mod nord af alle nordmænd, på nordsiden af landet ved Vesterhavet, men landet strækker sig endnu længere mod nord. Det er alt sammen øde land. Kun nogle få steder er bedre, hvor finnerne (samerne) lejlighedsvis holder til, jager om vinteren og fisker om sommeren."
Man har spekuleret på, om Ottars bosted kan have været i det nuværende Lyngen kommune eller et sted i Malangsgapet. Hans Eidnes mener i Hålogalands historie (1943), at Ottar boede ude ved Malangen, på sydvestsiden af Kvaløya i Hillesøy (i dag Tromsø kommune). Også andre steder har været nævnt.

## Eyvind Skaldaspillir
Eyvind Skaldaspillir var den sidste store skjald i Norge. Han boede på Tjøtta (ø syd for Sandnessjøen). Han var søn af Finn Skjálgi og Gunnhild, datterdatter af Harald Hårfager. Faren Finn var søn af Øyvind Lambe og Sigrid fra Sandnes (også gift med Torolv Kveldulvsson). Eyvind Skaldaspillir var med i slaget på Stord (ca. 960) hvor kong Håkon den Gode faldt. Kvadet Håkonarmål stammer herfra, og hvor han benytter et lån fra Hávamál i sidste vers, som muligvis gav ham tilnavnet Skaldaspillir:
Fæ dør, frænder dør,
landet lægges øde,
siden Håkon fór
til hedenske guder
er mangen mand blevet kuet
Eyvind Skaldaspillir har også givet glimt fra hverdagslivet i Hålogaland i et år (ca. 970), hvor der var sult og mangel på korn, og hvor man måtte fodre kvæget med birkekviste, som finnerne (samerne) gjorde (og for øvrigt en af de første skriftlige referencer til samer):
Kvit er jorden for snefog,
som finner vi inde nærer
kvæg, i fjøset bundet,
med birkekviste midt på en sommer
I 986 var Eyvind med i slaget i Hjørungavåg mod Jomsvikingerne som lendmann under Håkon Jarl. Herfra digtede han Háløygjatal. Han døde som gammel mand i år 990.

## Mistede sagaer om Hålogaland
Norrønfilologen Alfred Jacobsen mener, at det er sandsynligt at en Håløgernes saga er gået tabt, skrevet i Norge, foruden yderligere en saga om Hårek fra Tjøtta. Der har sandsynligvis været nedfældet en skriftlig, nordnorsk saga om Tore Hund, en saga med en noget mere sympatisk karakter end den, Snorri Sturluson formidlede. Jacobsen fremhæver Nidaros (Trondheim) i 1200-tallet som et norsk kulturcenter, hvor sagaer fik deres endelige form, ofte nedskrevet af islændinge. Ud fra sammenlignelige studier i eksisterende skrifter, kan der argumenteres for, at nordnorske slægtssagaer blev opdelt, og dele indført i kongesagaerne. Argumentationen peger på nordnorsk lokalkundskab, gentagelser og indholdsmæssige misforhold. Desuden argumenteres der også for, at en saga om Ladejarlene er gået tabt.

## Eventyrlige fjelde
Naturen selv har også ansporet til sagn og eventyr. Et sagn fortæller, at Suliskongen sov og hans syv sprælske døtre drog sydover for at danse i måneskinnet. I Lofoten sad Vågakallen og ønskede sig den ottende datter, Lekamøya. Vågakallen greb buen, svang sig på hesten og red mod syd. Lekamøya blev bange og løb væk. Da skød Vågakallen en pil efter hende.
Gamle Skarsfjellgubben (eller Sømnakongen) så det og slyngede sin brede hat i vejret, pilen gik gennem den og havnede i havet. I samme øjeblik steg morgensolen op. Den første solstråle ramte Suliskongen, som blev til sten. Sådan gik det dem alle, Skarsfjellgubben, De syv søstre, Lekamøya ved Leka og Torghatten ved Torget, og hullet efter pilen genfindes i et skær nord for Leka. Ude i havet rider stadig Vågakallen, og folk kaller ham Hestmannen.
Fjeldenes uensartede og karakteristiske former har også været vigtige pejlemærker ved den til tider farefulde sejlads langs kysten. Den nutidige Helgelandskyst er Norges største skærgård med talrige øer, høje fjelde, isbræer og store vidder.

## Etymologi
Navnet Hålogaland stammer fra det norrøne Hálogaland. Første led består af folkenavnet háleygir, men betydningen er usikker og har medført flere fortolkningsforsøg.
Alfred Jacobsen, i bind to af Helgeland historie, skriver, at skikken med at anvende "-land" i landskabsnavne som i Hordaland og Rogaland er meget gammel, sandsynligvis går den helt tilbage til folkevandringstiden, årene 400-800. Indbyggerne i Hálogaland kaldes háleygir, og folkennavnet må have eksisteret før landskabsnavnet, og begge navnene må ses i sammenhæng.
Professor P.A. Munch mente, at Hålogaland betyder "det hellige land", fordi nordmændene efter hans mening først ankom til Nord-Norge.
Kong Alfreds angelsaksiske skrivere opfattede Ottars land som "Halgoland", og det blev videreført af Adam af Bremen (ca. 1070) som "Halagland". "Halag" er angelsaksisk for det tilsvarende norrøne "heilagr". Med tiden er Hálogaland blevet til "Helgeland" (menes påvist første gang i 1385) gennem en sammentrækning, hvor vokalen mellem 'l' og 'g' faldt ud. Helgeland har derfor ikke noget at gøre med det "hellige land" i modsætning til den tyske ø Helgoland.
De gamle nordmænd sagde, at Hálogaland var opkaldt efter en kong Holgi, på samme måde som Norge var opkaldt efter en kong Nór. Det er beskrevet i Haraldskvæði (ca. 900) og anvendt af Snorri Sturluson i Yngre Edda. Det samme siger Flateyjarbók, skrevet på Island i 1380'erne, men her hed kongen Låge eller Hålåge. Han var bror til Kåre, en af kong Nórs forfædre. Hålåge var søn af Fornjot, der rådede over Kvenland (det nordlige Finland).
Den tyske keltolog Kasper Zeuss, skrev i 1837 en notits, hvor han antydede, at det andet led kunne være norrønt logi – "ild". Hálogaland blev da Land des Hálogi, altså "Nordlyslandet". Halvdan Koht og Finn Hødnebø er begge inde på noget noget af det samme i hhv. 1908 og 1972: Háleygr er sammensat af hár adj. og leygr, "lue, ild, flamme", betegner folket som "høje og lyse".
I 1952 kom en fortolkning, der så det andet led i Hálogaland som laug (hunkøn), og mente at háleygir da kunne betyde "det høje folk, der boede ved Laugen". Et forslag fra 1965 forsøgte at se navnet sammensat af háll, dvs. "glat, listig", og et adjektiv eygr, dvs. "øje". Det skulle da være en betegnelse for samerne, altså samernes øjenparti.
Historikeren Halvdan Koht gjorde et fortolkningsforsøg i Håløygminne, bind 1 (1920): Første led há kunne være være en sammentrækning af det urnordiske haþu, der betyder "strid". Andet led henviste til et germansk folk, lugierne, som boede mellem Oder og Elben (omtalt år 100). Roden til folkenavnet måtte være *ljug i betydningen "stadfæste ved ed", altså "sværge på". Håløgerne vil da betyde "de (der er) forbundne i strid".
Alfred Jacobsen havde en tilsvarende forklaring, men med en anden begrundelse. I tiden mellem år 500 og 700, overgangen fra urnordisk til norrønt, fandt der store ændringer sted i sproget, hvor antallet af stavelser blev reduceret med op til flere led, ved at tryklette og korte vokaler faldt bort (synkopetiden). Háleygr/Hálogaland stammer fra det urnordiske HaÞuwulafR og HaðulaikaR ved at 'ð' er faldet bort og en a-lyd er kommet til som erstatningsforlængelse. *Hálaug vil da kunne betyde "højtidelig kampaftale", og háleygir bliver da "de, der højtideligt (ved ed) forpligter sig til kamp".
"Forudsætningen for en sådan aftale", skriver Jacobsen, "må vel være at der fandtes en vis form for organiseret samfund, et fælles tingsted og mulighed for relativ hurtig kommunikation i det vidtstrakte håløgrige når farer truede."

## Moderne former
Man genfinder navnet i moderne institutioner som Hålogaland Teater, Sør-Hålogaland Stift og Nord-Hålogaland Stift. Hålogaland lagmannsrett omfatter fylkerne Nordland, Troms og Finnmark, samt Svalbard og Jan Mayen.
Hålogaland anvendes i dag ofte som en fælles betegnelse på regionen, der udgør det nutidige Vesterålen, Lofoten, Ofoten og Sør-Troms, men dette er ikke dækkende, siden nordre Nordland og Sør-Troms kun var en lille del af det historiske Hålogaland. Hålogaland er det historiske navn på hele landsdelen. Hvis man skulle lave en afgrænsning, ville det i så fald være de østlige dele af det nutidige Finnmark. For distrikterne i Sør-Troms og Nordre-Nordland, der ønsker sig et fælles regionalt navn, ville det være Midtre-Hålogaland, som også gennem stortingsvedtagelse er navnet på politidisktriktet i regionen. Desuden findes en moderne udgave af Hålogaland-navnet som regionsnavn for den sydlige del af Nordland fylke, Helgeland, ved, at der er sket både en ændring i sprog og geografisk afgrænsning.